# Muzeum Historyczne Miasta Lwowa
Muzeum Historyczne Miasta Lwowa (MHML) – polskie muzeum historyczne  we Lwowie, samorządowa instytucja kultury m. Lwowa, istniejące od roku 1891; dokumentowało historię Lwowa. Od 1926 Muzeum Historyczne Miasta Lwowa mieściło się w Czarnej Kamienicy w Rynku. 20 listopada 1938 r. otwarto w jego ramach Muzeum Historyczne Obrony Lwowa. W 1940 r. zbiory muzeum zostały przejęte przez ukraińskie Muzeum Historyczne we Lwowie.
Od 1921 r. kustoszem, a od 1940 r. dyrektorem naukowym był Rudolf Mękicki. W latach 1931–1939 kustoszem muzeum była Łucja Charewiczowa. W Muzeum pracował również Stanisław Zarewicz, znany lwowski kolekcjoner pamiątek przeszłości. Tutejszym dyrektorem do czerwca 1939 r. był Aleksander Czołowski, polski historyk i archiwista.